# アカデミア書店
アカデミア書店（アカデミアしょてん、英語: Academic Bookstore）またはアカテーミネン・キルヤカウッパ（フィンランド語: Akateeminen Kirjakauppa）は、フィンランドにある書店。

## 概要
1893年に設立された。1930年10月、アカデミア書店が百貨店、ストックマンの所有となる。2015年、ボニエ・ブックス (Bonnier Books) によって、ストックマンからアカデミア書店が買収され、以来、この書店はボニエ・ブックス・グループに属している。ヘルシンキの他、エスポー、ヴァンター、トゥルク、タンペレに店舗をもつ。

## ヘルシンキ店
ヘルシンキの中心的な通りであるポホヨイ・エスプラナーディ通りとケスクス通り (fi:Keskuskatu (Helsinki)) が交差する地点に建っている。
建物内には、白大理石を大量に使用した3層吹き抜けの空間が設けられている。本を開いたような形をした大きな天窓が、明かり取りのために3つ取り付けられている。1階と2階は、エスカレーターで結ばれている。
1969年、建築家アルヴァ・アールトによって設計された建物が完成する。

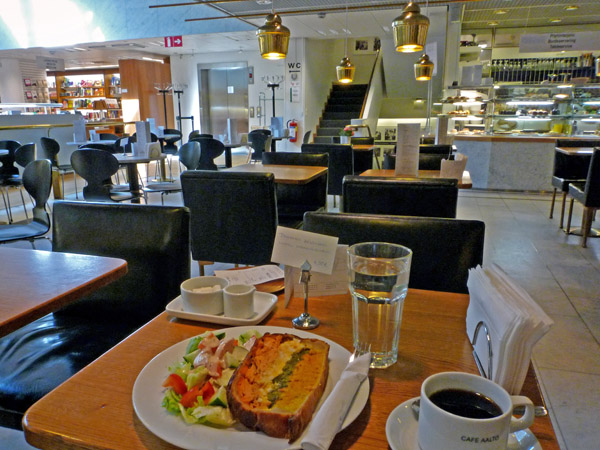
カフェ・アールト

1986年に2階にオープンしたカフェ・アールト (Cafe Aalto) は、もともとアールトによって、フィンランド語で「鉄のビル」という意味をもつラウタタロ（fi:Rautatalo）というオフィスビルに入居していたカフェのためにデザインされたものである。カフェ・アールトは、2006年公開の映画『かもめ食堂』のロケ地の1つとなった。2号店が日本の京都にある。
2013年には、コーヒー店チェーン、スターバックスが1階にオープンしている。

### 周辺
西隣には、ストックマン・ヘルシンキ百貨店が立地しており、百貨店の前には、「3人の鍛冶屋」と呼ばれる銅像が立っている。北東へ徒歩で3分ほど行ったところに、ヘルシンキ大聖堂がある。